# Nikola Radosová
Nikola Radosová (Bojnice, 3 maggio 1992) è una pallavolista slovacca, schiacciatrice del Voluntari.

## Carriera

### Club
Nikola Radosová inizia a giocare a livello giovanile nel 2002 con il Prievidza permanendovi fino al 2007 e passa poi un anno con lo ŠG Nitra, prima di approdare alla 1. Bundesliga austriaca 2008-09 con lo Schwechat Post, vincendo con il club cinque titoli nazionali in altrettante stagioni di permanenza in Austria. Terminata l'esperienza austriaca, si trasferisce al Potsdam per disputare la 1. Bundesliga tedesca 2013-14 e la stagione successiva del campionato, vedendo compromesso il primo anno a causa della rottura del legamento crociato e del menisco patita nel mese di novembre 2013.
Disputa la Liga Siatkówki Kobiet 2015-16 con il BKS e si unisce poi al CSM Bucarest con cui si aggiudica la Divizia A1 2017-18 e la Coppa di Romania 2017-18. Dalla stagione 2018-19 firma un contratto con la squadra tedesca del Dresdner, con cui si aggiudica la Coppa di Germania 2019-20; dopo un biennio a Dresda, per l'annata 2020-21 si trasferisce in Ungheria per disputare il massimo campionato magiaro con la maglia del Nyíregyháza, con il quale gioca per un biennio e conquista uno scudetto e una Coppa d'Ungheria.
Nel campionato 2022-23 approda nella Sultanlar Ligi turca, ingaggiata dal Nilüfer, mentre per l'annata successiva fa ritorno in Romania, dove conquista lo scudetto con la maglia del Voluntari.

### Nazionale
Con la nazionale slovacca under 20 disputa nel 2011 il campionato mondiale di categoria svolti in Perù. L'anno successivo debutta nella nazionale maggiore.

## Palmarès

### Club
- Campionato austriaco: 5

2008-09, 2009-10, 2010-11, 2011-12, 2012-13
- Campionato rumeno: 2

2017-18, 2023-24
- Campionato ungherese: 1

2020-21
- Coppa d'Austria: 3

2009-10, 2011-12, 2012-13
- Coppa di Romania: 1

2017-18
- Coppa di Germania: 1

2019-20
- Coppa d'Ungheria: 1

2020-21

### Nazionale (competizioni minori)
- European League 2016